# 대한민국 상법 제397조의2
대한민국 상법 제397조의2는 회사의 기회 및 자산의 유용 금지에 대한 상법 회사법의 조문이다. 이는 미국의 회사기회 유용금지의 원칙(usurpation of corporate opportunity doctrine)을 상법에 도입한 것이다.

## 조문
제397조의2 (회사의 기회 및 자산의 유용금지) (1) 이사는 이사회의 승인 없이 현재 또는 장래에 회사의 이익이 될 수 있는 다음 각 호의 어느 하나에 해당하는 회사의 사업기회를 자기 또는 제3자의 이익을 위하여 이용하여서는 아니 된다. 이 경우 이사회의 승인은 이사 3분의 2 이상의 수로써 하여야 한다.
1. 직무를 수행하는 과정에서 알게 되거나 회사의 정보를 이용한 사업기회
2. 회사가 수행하고 있거나 수행할 사업과 밀접한 관계가 있는 사업기회
(2) 제1항을 위반하여 회사에 손해를 발생시킨 이사 및 승인한 이사는 연대하여 손해를 배상할 책임이 있으며 이로 인하여 이사 또는 제3자가 얻은 이익은 손해로 추정한다. 

## 해설
직무를 수행하는 과정에서 알게 되거나 회사의 정보를 이용한 사업기회’ 및 ‘회사가 수행하고 있거나 수행할 사업과 밀접한 관계가 있는 사업기회가 무엇을 말하는 지 모호하다는 해석이 있다.

## 참고문헌
- 현인섭. (2013). 회사기회유용의 법리와 상법 제397조의2. 경영법률, 24(1), 161-188.

## 같이 보기
- 사업기회유용금지의무